# Вестфејлија (Мичиген)
Вестфејлија (енгл. Westphalia) град је у америчкој савезној држави Мичиген.

## Демографија
По попису из 2010. године број становника је 923, што је 47 (5,4%) становника више него 2000. године.
| Група             | 2000.       | 2010.       |
| Белци             | 871 (99,4%) | 887 (96,1%) |
| Афроамериканци    | 0 (0,0%)    | 1 (0,1%)    |
| Азијати           | 0 (0,0%)    | 1 (0,1%)    |
| Хиспаноамериканци | 0 (0,0%)    | 28 (3,0%)   |
| Укупно            | 876         | 923         |